# Palystes stuarti
Palystes stuarti is een spinnensoort in de taxonomische indeling van de jachtkrabspinnen (Sparassidae).
Het dier behoort tot het geslacht Palystes. De wetenschappelijke naam van de soort werd voor het eerst geldig gepubliceerd in 1996 door Croeser.